# Адо (Оба Лагосу)
Адо (д/н — 1755) — 2-й оба (правитель) Лагосу в 1716—1755 роках (за іншою хронологією — 1630—1669 роках).

## Життєпис
Син оби Ашпіри. після смерті того 1716 року успадкував владу, тим самим закріпивши принцип спадковості оби Лагсоу. Після остаточного зміцнення влади в Бенінському царстві після 1721 році зберігав вірність великому обі.
Водночас сприяв розбудові міста, підтримуючи торгівельні відносини з європейськими компаніями. Підтримував насамперед работргівлю. Помер 1755 року. Йому спадкував син Габаро.